# Gangkhar Puensum
El Gangkhar Puensum (en tibetano: གངས་དཀར་སྤུན་གསུམ, wylie: gangs dkar spun gsum, ZWPY: Kanggarbünsum), también conocido como Gangkar Punsum o Gankar Punzum, es la montaña más alta de Bután y es la más alta del mundo dentro del listado de montañas cuya cima todavía no ha sido escalada. Tiene una altitud de 7570 m y una prominencia de 2990 m. Su nombre significa El Pico Blanco de los Tres Hermanos Espirituales.
Tras la apertura de Bután para el montañismo en 1983, cuatro expediciones intentaron, sin éxito, escalar la cima en los años 1985 y 1986. Sin embargo, en 1998 un equipo consiguió alcanzar un pico subsidiario de la montaña desde China.

## Historia

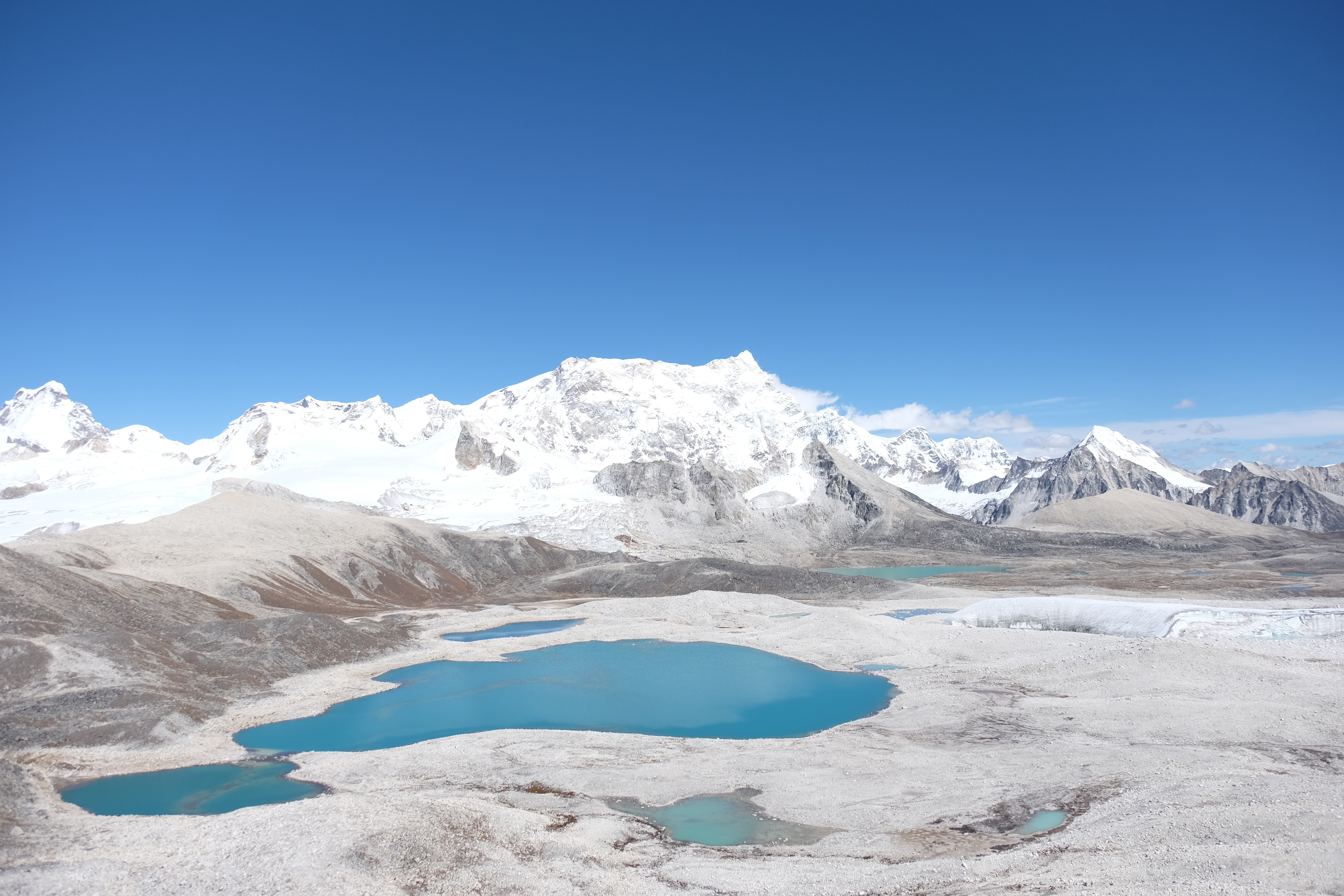
La montaña vista desde el paso de Gophu La.

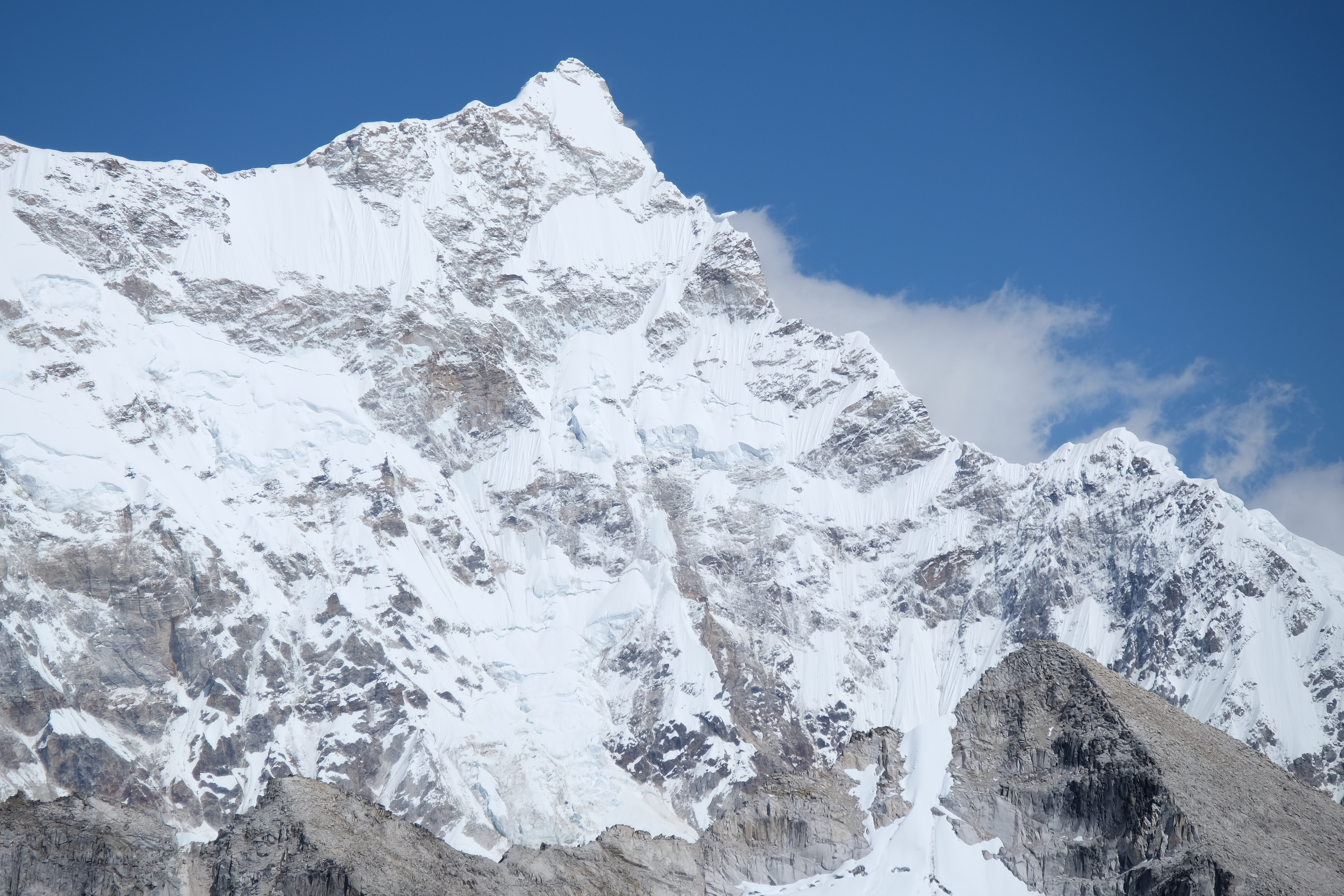
Vista cercana de la cumbre.

El Gangkhar Puensum fue medido por primera vez en 1922, pero los mapas de la región no son del todo exactos y la montaña aparece en diferentes localizaciones y con alturas distintas. La exactitud de los mapas es tan pobre que el primer equipo que intentó la subida fue incapaz de ni tan siquiera encontrar la montaña. El libro de la expedición británica de 1986 da a la montaña una altura de 7550 m y establece que se encuentra enteramente dentro de Bután, mientras que la cercana Kula Kangri está completamente dentro del Tíbet. Kula Kangri, de 7554 m, es una montaña a treinta kilómetros al noreste que se escaló por primera vez en 1986. Se la ha localizado en los mapas en sitios diferentes en el Tíbet y en Bután.
En 1994 se prohibió en Bután escalar montañas que sobrepasaran los 6000 m de altitud, por respeto a las creencias locales, y en 2003 se prohibió completamente el montañismo. Por lo tanto, el Gangkhar Puensum probablemente mantendrá su estatus de no escalado hasta que se revoque esta prohibición.Otros picos más altos todavía no escalados son picos subsidiarios de una montaña más alta, no montañas separadas.
En 1998 una expedición japonesa consiguió el permiso de la Asociación de Montañismo de China para escalar la montaña, pero el permiso fue retirado debido a cuestiones políticas con Bután. En lugar de eso, el equipo salió del Tíbet y coronó con éxito el pico subsidiario denominado Liankang Kangri, de 7535 m, también conocido como Gangkhar Puensum Norte. Al contrario que en la mayoría de los mapas, los informes de la expedición localizan este pico como dentro del Tíbet, y la frontera entre China y Bután aparece cruzando lo más alto del Gangkhar Puensum, que se describe como «el pico más alto de Bután», con 7570 m. Esta altura la mantienen fuentes japonesas, a su vez basándose en fuentes chinas. No ha sido confirmado ni avalado por Bután.